# Sahyadriophis uttaraghati
Sahyadriophis uttaraghati — вид змій родини полозових (Colubridae). Описаний у 2023 році.

## Назва
Назва виду uttaraghati походить з двох слів санскритом: «uttara» — північ, та «ghati» — житель гір, тобто «північний горянин».

## Поширення
Ендемік Індії. Поширений в горах Західні Гати у штаті Магараштра.

## Опис
Змія середнього розміру від SVL 365 до 425 мм з 19 кілевими спинними лусками в середині тіла; дев'ять надгубних лусочок; вентральні 145—148 ♂, 151—153 ♀ і підхвостові 78–83 ♂, 74–76 ♀; верхня кістка з 26 зубцями, 14 або 15 крилоподібних і 23–24 піднебінних; крилоподібно-піднебінний орієнтований майже паралельно голівці і в невеликій мірі сходиться дозаду; TaL/TL 0,27–0,30 ♂.